# Omphacodes delicata
Omphacodes delicata är en fjärilsart som beskrevs av W. Warren 1905. Omphacodes delicata ingår i släktet Omphacodes och familjen mätare. Inga underarter finns listade i Catalogue of Life.